# フリードリヒ・ユスティン・ベルトゥッヒ

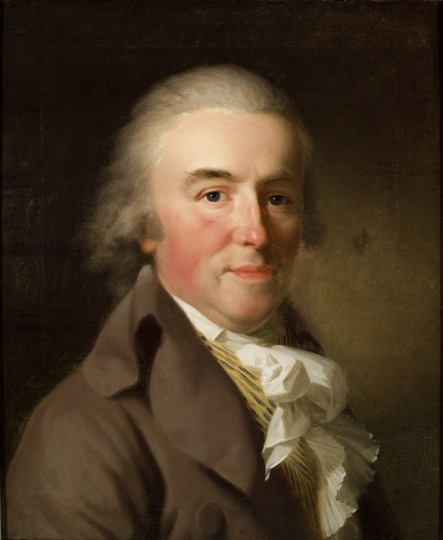
フリードリヒ・ユスティン・ベルトゥッヒ
(画) J.F.A.ティシュバイン

フリードリヒ・ヨハン・ユスティン・ベルトゥッヒ（Friedrich Johann Justin Bertuch、1747年9月30日 ヴァイマル - 1822年4月3日 ヴァイマル）は、ドイツの出版者、パトロン。

## 略歴
ヴァイマルで生まれた。イェナ大学で神学と法律を学んだが文学に興味があり、スペイン語も学び、『ドンキホーテ』を独語訳し1774年に自費出版した。1773年から文学者のクリストフ・マルティン・ヴィーラントが編集した雑誌『ドイツのメルクール』（Teutsche Merkur）の発刊を助け、その後も多くの雑誌や叢書を出版した。叢書のなかには、青少年向けの博物学の図鑑もある。

## 出版した叢書の図版

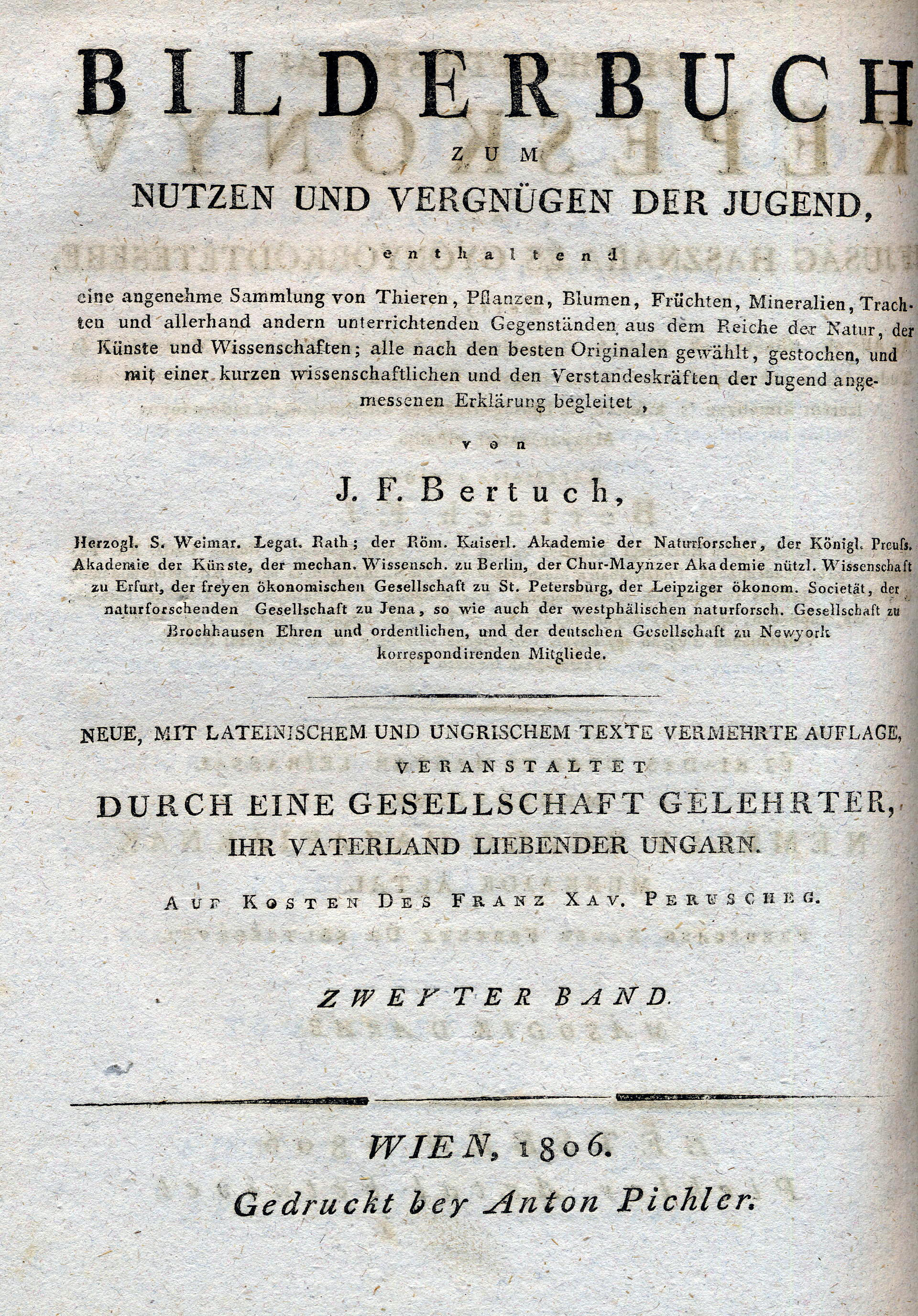
J. F. Bertuch Kinderbuch
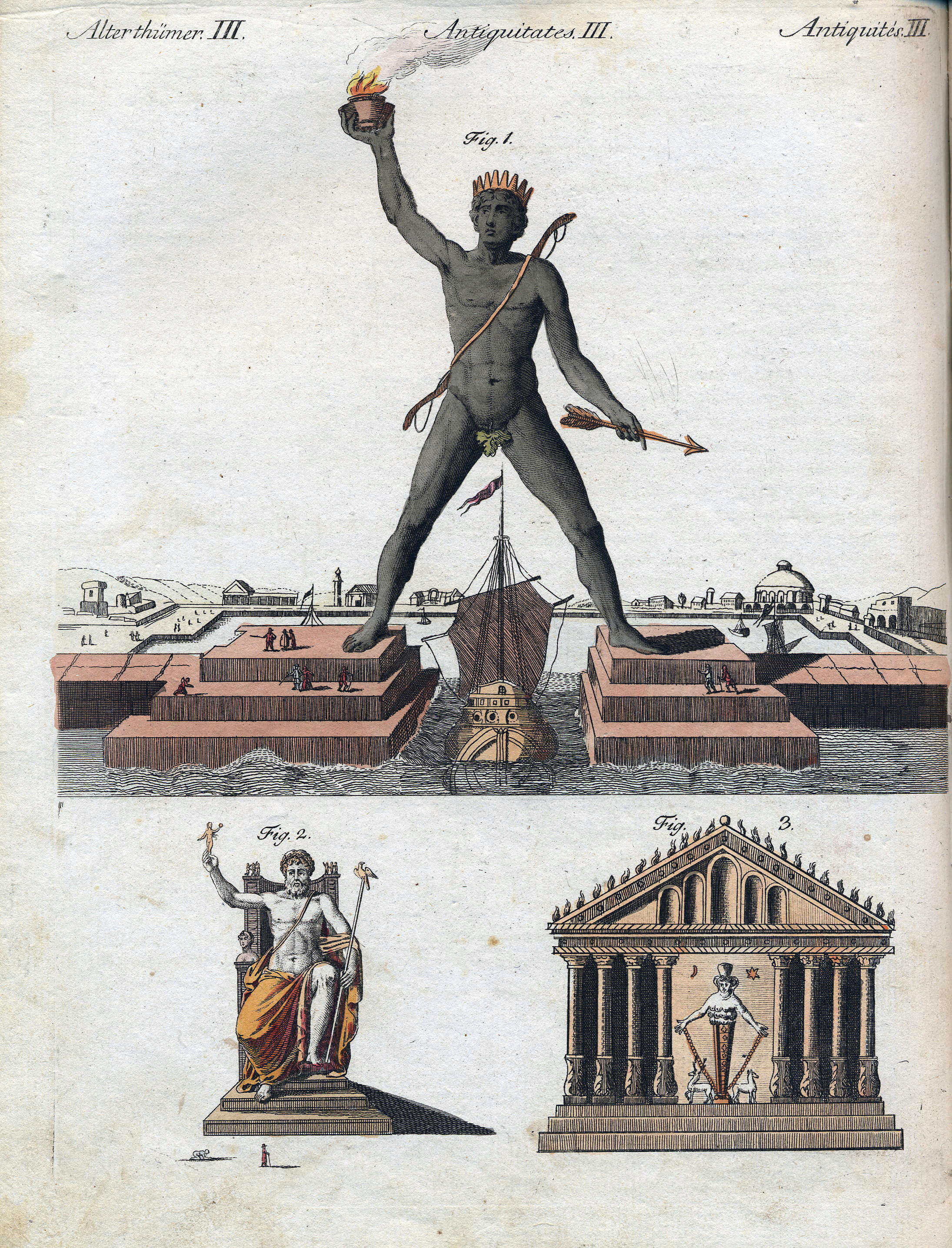
J. F. Bertuch: Kinderbuch Weltwunder
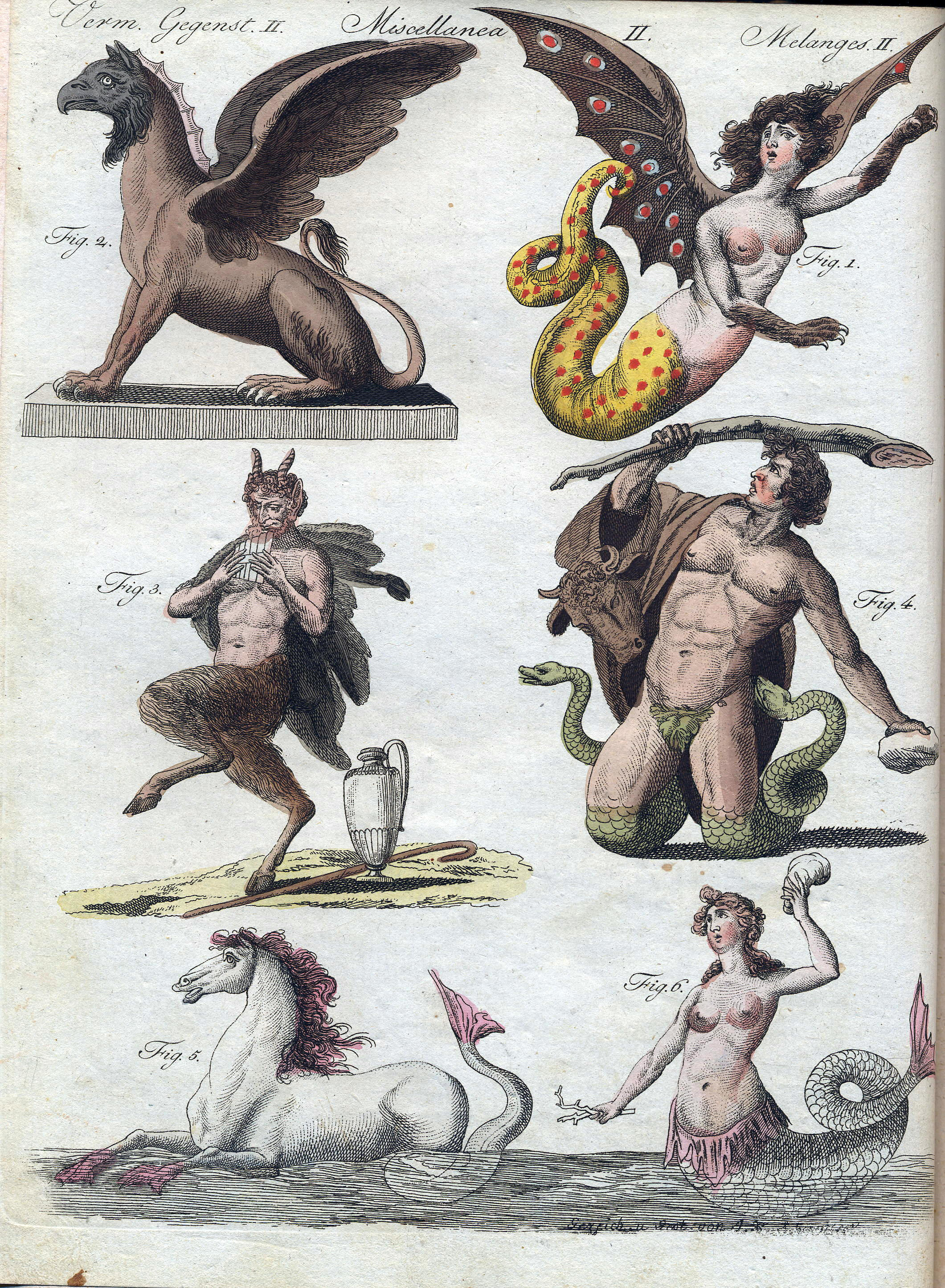
J. F. Bertuch: Kinderbuch Fabelwesen
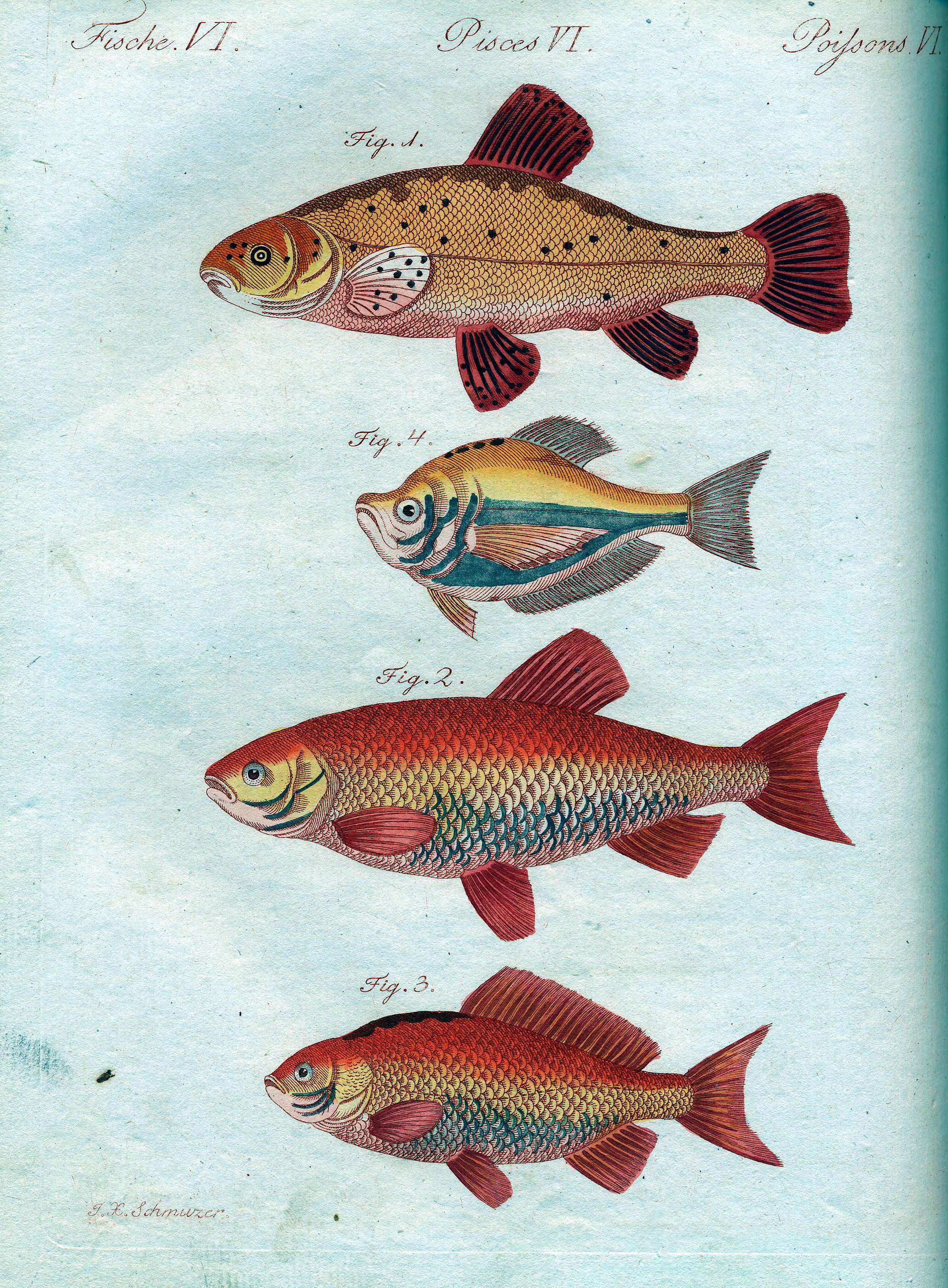
J. F. Bertuch: Kinderbuch Fische